# 禅定
禅定（ぜんじょう、サンスクリット語: ध्यान、dhyāna、ディヤーナ、パーリ語: झान、jhāna, ジャーナ）あるいは禅那（ぜんな）とは、仏教で心が動揺することがなくなった一定の状態を指す。サンスクリット語の dhyāna の音写である禅と、訳した定の複合語で、静慮とも訳される。

## 位置づけ
仏教の三学の戒・定・慧と言われるように、仏教においては戒律を守ることと禅定と智慧とは一体になっている。
禅定の実践とは、通常時にひとつの対象に定まっていない心をひとつの対象に完全に集中することで、そうして1つの対象に定まったときや心が対象に集中し乱されないときを三昧（サマーディ）と呼ぶ。
禅定と智慧との関係については、止観を参照。

## 禅定の段階
個々の禅定は、仏教が興る以前の古代インドで知られていたものを仏陀が体系化し、取り入れたものであった。ただし、以下に列挙する九次第定（くしだいじょう）のうち、悟りの境地である想受滅こそが、仏陀によってこそ初めて到達し得た境地だったのである。上座部研究の仏教学者、藤本晃によれば、この九次第定の体系は、パーリ仏典の成立以前には確立されていたようである。
感覚的経験の世界が欲界であり、禅定の実践によって色界の初禅定に到達する。

### 色界の禅定
色界の禅定（Rūpajjhāna, 四禅）は以下の4段階がある。
1. 初禅 - 諸欲・諸不善（すなわち欲界）を離れ、尋伺を伴いながらも、離による喜・楽と共にある状態。『中部』が伝えるところによれば、釈迦は、自身がまだ在家の王子であった頃、すでにこの境地を楽しんでいたという[10][11]。
2. 第二禅 - 尋伺が止み、内清浄による喜・楽と共にある状態。
3. 第三禅 - 喜を捨し、正念・正見を得ながら、楽と共にある状態。
4. 第四禅 - 楽が止み、不苦不楽の受のみがある状態。

### 無色界の禅定
無色界の禅定（Arūpajjhāna, Āruppajjhāna）は4段階がある。これが、四無色定（四空定とも）で、さらに想受滅に至ることで九次第定となる。まだ物質的な領域にある色界の禅定とは異なり、無色界では色蘊（しきうん）がなく、この段階に至った修行者は触覚、視覚、物質的な構成要素において微細なものからも完全に離れる修行をするといわれている。無色界の定は以下の順に深まる。
5. 空無辺処（くうむへんしょ）- 漢訳で無限の空の領域の意味。
6. 識無辺処（しきむへんしょ）-漢訳で無限の識の領域の意味。とらえられるべき対象はないことを修行するといわれている。
7. 無所有処（むしょうしょ）- 漢訳で有る所が無い領域の意味。微細な対象がいまだあるといわれている。
8. 非想非非想処（ひそうひひそうしょ）- 漢訳で想が非ず非想にも非ずの領域の意味。旧訳では非有想非無想処ともされ、この完成が有頂天である。
『大般涅槃経』によれば、釈迦は弟子アーナンダに、禅定の段階について以下のように説いたとされる。

## 日本仏教と禅定
日本仏教の密教や禅宗においても禅定を得るための様々な方法論が派生し、曹洞宗・臨済宗における坐禅や、天台宗での法華禅とも呼ばれる止観など。真言宗では印相を結ぶ陀羅尼と真言を唱える身体性を重視している。